# Key Safety Systems
Key Safety Systems (KSS) è una società del settore automotive. È specializzata in sistemi di sicurezza per autoveicoli. La sede è a Sterling Heights, Michigan. I dipendenti sono 13.000 in 32 stabilimenti nel mondo. Nel 2016 il fatturato è di 1,8 miliardi di US$. La proprietà e la direzione sono cinesi. Dal marzo 2007 il CEO e presidente è Jason Luo, di origini cinesi, che ha vissuto negli USA per tre decenni. Luo lascia l'azienda nel 2016 per diventare CEO della Ford China a Shangai.
La società è proprietà della Ningbo Joyson Electronic cinese che ha preso Key Safety Systems nel 2016 per 920 milioni di US$.

## Acquisizione di Takata
Takata Corporation è entrata in bancarotta nel 2017 negli USA e viene acquisita da KSS.